# Ramułtowice
Ramułtowice (deutsch Illnisch-Romolkwitz, 1939–1945 Ramfeld) ist ein Ort in der Landgemeinde Kostomłoty (Kostenblut) im Powiat Średzki der Woiwodschaft Niederschlesien in Polen.

## Lage
Ramułtowice liegt ca. 10 Kilometer nordöstlich von Kostomłoty (Kostenblut) und 12 Kilometer südöstlich von Środa Śląska (Neumarkt). Nachbarorte sind Budziszów (Baudis-Meesendorf) im Westen, Jarząbkowice (Schriegwitz) im Nordosten, Lisowice (Onerkwitz) im Südosten. 

## Geschichte
1306 erscheint der Ort urkundlich als Ramolchowitz bzw. Villa Ramoldi sowie 1361 als Romolkowicz. Romolkwitz war früher in die Anteile Ober- und Nieder-Romolkwitz unterteilt. 
Nach dem Ersten Schlesischen Krieg fiel Illnisch-Romolkwitz 1741/42 mit dem größten Teil Schlesiens an Preußen. Die alten Verwaltungsstrukturen wurden aufgelöst und Romolkwitz in den Kreis Neumarkt eingegliedert, mit dem es bis zu seiner Auflösung 1945 verbunden blieb. Die 1774 gegründete evangelische Schule wurde 1826 nach Onerkwitz verlegt. Der Kaufpreis des Gutes betrug 1825 32.000 Reichstaler. 1845 gehörte das Gut Heinrich von Haugwitz und bestand aus 28 Häusern, einem herrschaftlichen Schloss, 221 Einwohnern (70 katholisch und der Rest evangelisch), evangelische Kirche zu Rackschütz, katholische Kirche zu Illnisch Parochie Schmellwitz, eine Brau- und Brennerei und sieben Handwerkern.
1939 erfolgte die Umbenennung in Ramfeld. Als Folge des Zweiten Weltkriegs fiel Ramfeld 1945 mit fast ganz Schlesien an Polen. Nachfolgend wurde es in Ramułtowice umbenannt. Die einheimische deutsche Bevölkerung wurde in der Folgezeit, soweit sie nicht schon vorher geflohen war, vertrieben. Die neu angesiedelten Bewohner waren zum Teil Heimatvertriebene aus Ostpolen, das an die Sowjetunion gefallen war. Von 1975 bis 1998 gehörte Ramułtowice zur Woiwodschaft Breslau.

## Sehenswürdigkeiten
- Römisch-katholische Pfarrkirche St. Anna, vor 1945 evangelisch-lutherische Pfarrkirche
- Schloss Romolkwitz

## Persönlichkeiten
- Edwin Henckel von Donnersmarck (1865–1929), Montanunternehmer und Mitglied des Preußischen Abgeordnetenhauses (Zentrum), geboren in Romolkwitz